# Dornier Do 13
Дорньє Do 13 (нім. Dornier Do 13) — німецький двомоторний важкий бомбардувальник, розроблений на початку 1930-х років німецькою авіабудівною компанією Dornier-Metallbauten GmbH.

## Зміст
Літак був розроблений у 1932/33 роках паралельно з Do 11, як версія із нескладним шасі. Зміни були внесені головним чином у двигуни. Наприклад, радіальні двигуни Siemens-Jupiter прототипу, відомого як Do 13A, були оснащені редукторами, які збільшили потужність з 550 до 600 к.с. Невдовзі прототип отримав двигуни BMW VIU потужністю 750 к.с. та позначення Do 13C. На додаток до ще одного Do 13C було побудовано два прототипи Do 13E з Curtiss V-1550 Conqueror та Do 13F з BMW VID. Замовлення на серійне виробництво було розміщено 23 жовтня 1933 року з попереднім замовленням на 36 бомбардувальників з позначенням Do 13G. Наприкінці року замовлення було збільшено до 180, а пізніше до 219 Do 13. Однак виробництво бомбардувальників цього типу довелося закрити після серйозних аварій, у яких постраждали три Do 11, а також перший прототип Do 13 і були спричинені переломом крила. Після випробувань на руйнування та вібрацію виробництво було продовжено з укороченим крилом під позначенням Do 23, а вже готові Do 11 і Do 13 були переоснащені на цей стандарт.

## Літаки, схожі за ТТХ та часом застосування
- Handley Page Heyford
- Avro 549 Aldershot
- Armstrong Whitworth Whitley
- CANT Z.1007
- Fiat BR.20 Cicogna
- Dornier Do Y
- PZL.37 Łoś
- ТБ-1
- ТБ-3
- Пе-8
- Boeing YB-9
- Douglas B-18 Bolo
- Blériot 127
- Farman F.160
- Farman F.220
- Mitsubishi Ki-1
- Mitsubishi Ki-2
- Mitsubishi G3M